# Vic Morrow
Vic Morrow, all'anagrafe Victor Morozoff (New York, 14 febbraio 1929 – Indiana Dunes, 23 luglio 1982), è stato un attore e regista statunitense.

## Biografia
Morrow nacque nel Bronx, New York, in una famiglia borghese di fede ebraica, figlio di Jean Kress e Harry Morrow, un ingegnere. A 17 anni abbandonò la scuola superiore ed entrò nella US Navy.

### Carriera
Attore alto, prestante e dalla mascella quadrata, Morrow esordì sul grande schermo nel film Il seme della violenza, nel quale interpretò il ruolo di "duro". In seguito partecipò a molti telefilm e serial televisivi (tra i quali Le strade di San Francisco, Magnum, P.I. e Charlie's Angels). Il 16 aprile 1959 apparve in prima assoluta nel dramma della NBC The Lawless Years, nell'episodio La storia di Joseph Nick. Negli anni successivi (1960-1961) apparve in tre episodi della serie TV (sempre della NBC) Outlaws, nei panni di Joe Cannon, al fianco di Barton MacLane. Il 6 ottobre 1961 fu la guest star della serie della ABC Target: II Corruptors!, con Stephen McNally e Robert Harland.
Ebbe un ruolo da protagonista in Combat!, un serial televisivo drammatico ambientato durante la Seconda guerra mondiale, andato in onda dal 1962 al 1967, in cui lavorò anche come regista televisivo. Dopo Combat! tornò a più riprese a recitare al cinema. Apparve poi in due episodi del serial australiano Il tocco del diavolo (1973), uno dei quali diresse personalmente. Recitò insieme a Martin Sheen nel film TV The California Kids (1974), dove vestì i panni di uno sceriffo assassino, ed ebbe un ruolo chiave nella commedia Che botte se incontri gli "Orsi" (1976). Interpretò il ruolo di Injun Joe nell'adattamento televisivo di Tom Sawyer (1973), girato nell'Upper Canada Village, e in una versione teatrale musical del telefilm nello stesso anno.
Nel 1971 Morrow scrisse e diresse il suo unico film per il cinema, uno spaghetti western, intitolato Sledge, prodotto da Dino De Laurentiis e interpretato anche da James Garner. Le riprese si svolsero in Europa, in ambienti che riproducevano il Sud-Ovest statunitense.

### La morte
Morrow morì a causa di un incidente sul set del film Ai confini della realtà. Con lui morirono anche due attori bambini, My-Ca Dinh Le (di 7 anni) e Renee Shin-Yi Chen (di 6 anni). Nel film l'attore vestiva i panni di Bill Connor, un uomo divenuto razzista a causa di un'esistenza infelice, che veniva teletrasportato in realtà parallele dov'era perseguitato dai nazisti, dagli americani durante la guerra nel Vietnam o dal Ku Klux Klan.
L'incidente avvenne durante le riprese della sequenza ambientata in Vietnam: un elicottero, a causa di un susseguirsi di esplosioni pirotecniche, perse il controllo per poi schiantarsi contro un albero. Morrow e Dinh Le furono decapitati entrambi dalle pale dell'elicottero, mentre la piccola Chen riportò ferite mortali. L'equipaggio dell'elicottero riportò ferite non gravi.
Morrow riposa nell'Hillside Memorial Park Cemetery a Culver City, California.

### Vita privata
Fu sposato dal 1957 al 1964 con la sceneggiatrice Barbara Turner, da cui ebbe due figlie, l'attrice Jennifer Jason Leigh e la produttrice Carrie Morrow. Fu poi sposato per due anni (1975-76) con Gale Lester, dalla quale divorziò.

## Filmografia parziale

### Attore

#### Cinema
- Il seme della violenza (Blackboard Jungle), regia di Richard Brooks (1955)
- La legge del capestro (Tribute to a Bad Man), regia di Robert Wise (1956)
- Uomini in guerra (Men in War), regia di Anthony Mann (1957)
- Cinque ore disperate (Hell's Five Hours), regia di Jack L. Copeland (1958)
- La via del male (King Creole), regia di Michael Curtiz (1958)
- Il piccolo campo (God's Little Acre), regia di Anthony Mann (1958)
- Cimarron, regia di Anthony Mann (1960)
- L'erede di Al Capone (Portrait of a Mobster), regia di Joseph Pevney (1961)
- La squadra infernale (Posse from Hell), regia di Herbert Coleman (1961)
- Bersaglio umano (Target: Harry), regia di Roger Corman (1969)
- Una medaglia per il più corrotto (The Take), regia di Robert Hartford-Davis (1974)
- Zozza Mary, pazzo Gary (Dirty Mary Crazy Larry), regia di John Hough (1974)
- Baby Sitter - Un maledetto pasticcio (Jeune fille libre le soir), regia di René Clément (1975)
- Che botte se incontri gli "Orsi" (The Bad News Bears), regia di Michael Ritchie (1976)
- Il tesoro di Matecumbe (Treasure of Matecumbe), regia di Vincent McEveety (1976)
- Monster - Esseri ignoti dai profondi abissi (Humanoids from the Deep), regia di Barbara Peeters, Jimmy T. Murakami (1980)
- L'ultimo squalo, regia di Enzo G. Castellari (1981)
- 1990 - I guerrieri del Bronx, regia di Enzo G. Castellari (1982)
- Ai confini della realtà (Twilight Zone: The Movie), regia di John Landis, Steven Spielberg, Joe  Dante e George Miller (1983) - postumo

#### Televisione
- The Millionaire – serie TV (1956)
- Climax! – serie TV, episodi 3x10 (1956)
- The Restless Gun – serie TV, episodio 1x01 (1957)
- Alfred Hitchcock presenta (Alfred Hitchcock Presents) – serie TV, episodio 2x38 (1957)
- Telephone Time – serie TV, episodio 3x24 (1958)
- Wichita Town – serie TV, episodio 1x04 (1959)
- Outlaws – serie TV, episodi 1x03-1x21-2x09 (1960-1961)
- General Electric Theater – serie TV, episodio 10x02 (1961)
- Corruptors (Target: The Corruptors) – serie TV, episodio 1x02 (1961)
- The New Breed – serie TV, episodio 1x16 (1962)
- Combat! – serie TV (1962-1967)
- Hawaii Squadra Cinque Zero (Hawaii Five-O) – serie TV, episodio 4x05 (1971)
- Truman Capote: la corruzione il vizio e la violenza (The Glass House), regia di Tom Gries – film TV (1972)
- Le strade di San Francisco (The Streets of San Francisco) – serie TV, episodio 2x09 (1973)
- Sulle strade della California (Police Story) – serie TV, 3 episodi (1973)
- Capitani e Re (Captains and the Kings) – miniserie TV (1976)
- Radici (Roots) – miniserie TV, 2 episodi (1977)
- Charlie's Angels – serie TV, episodio 5x01 (1980)

### Regista
- Deathwatch (1966) - anche sceneggiatore
- Sledge (A Man Called Sledge) (1971) - anche sceneggiatore

## Doppiatori italiani
- Corrado Pani in Il seme della violenza, La legge del capestro, Uomini in guerra
- Glauco Onorato in Il piccolo campo, Il tesoro di Matecumbe
- Massimo Turci in La via del male
- Sergio Tedesco in Cimarron
- Marcello Tusco in Che botte se incontri gli "Orsi"
- Aldo Barberito in Radici
- Gianni Bonagura in Monster - Esseri ignoti dai profondi abissi
- Corrado Gaipa in L'ultimo squalo
- Renato Mori in 1990 - I guerrieri del Bronx
- Carlo Baccarini in Ai confini della realtà